# Protepicorsia quincemila
Protepicorsia quincemila là một loài bướm đêm trong họ Crambidae.